# Lovro Zvonarek
Lovro Zvonarek (Čakovec, 8. svibnja 2005.) hrvatski je nogometaš koji igra kao vezni igrač za Grasshopper. Rodom je iz Preloga.

## Klupska karijera

### Slaven Belupo
Zvonarek je 2016. godine s 11 godina došao u juniorski pogon Slaven Belupa iz Mladosti Prelog. Profesionalno je debitirao za Slaven 12. svibnja 2021. u utakmici 1. HNL u kojoj je Slaven Belupo izgubio 0:2 od Rijeke. Pogodak je zabio u svom drugom nastupu, 22. svibnja 2021., kada je s 16 godina i 14 dana postao najmlađi strijelac 1. HNL srušivši rekord Alena Halilovića u utakmici protiv Varaždina koja je završila s minimalnih 1:0. Tim pogotkom Varaždin je ispao iz 1. HNL.

### Bayern München
Dana 10. rujna 2021. Zvonarek je potpisao dugoročni ugovor s njemačkim klubom Bayern München za navodni iznos od 1,8 milijuna eura, iako je ostao u Slaven Belupu do kraja sezone 2021./22. Potom se pridružio drugoj momčadi Bayerna.
Za seniorsku momčad debitirao je u prijateljskoj utakmici protiv austrijskog kluba Red Bull Salzburg 13. siječnja 2023. Zvonarek je s kolegama iz akademije Bayern Münchena Johannesom Schenkom, Tarekom Buchmannom, Yusufom Kabadayıjem i Arijonom Ibrahimovićem utakmicu započeo na klupi, svi su ušli kao zamjene u drugom poluvremenu, završilo je 4:4.
Dana 1. studenog 2023. Zvonarek je dobio svoj poziv za seniorsku momčad Bayerna kao neiskorištena zamjena u utakmici drugog kola DFB-Pokala u gostima protiv 1. FC Saarbrückena.
Debitirao je za seniorsku momčad Bayerna u Bundesligi 27. siječnja 2024., ušavši s klupe protiv FC Augsburga koji je poražen 2:3. Kasnije te godine, 12. svibnja, postigao je svoj prvi gol u Bundesligi i to u utakmici protiv VfL Wolfsburga koja je završila 2:0. Tri dana kasnije, potpisao je svoj prvi profesionalni ugovor s klubom do 2027. godine.
Dana 4. srpnja 2024. Zvonarek se pridružio austrijskom bundesligašu Sturmu iz Graza u sklopu jednosezonske posudbe.

## Reprezentativna karijera
Nastupao je za selekcije Hrvatske do 15, 16, 17, 18, 19 i 21 godine.

## Vanjske poveznice
- Profil, Hrvatski nogometni savez